# 技能連携制度
技能連携制度（ぎのうれんけいせいど）とは、高等学校の定時制または通信制の課程に在学する生徒が、都道府県教育委員会の指定する技能教育のための施設（指定技能教育施設、していぎのうきょういくしせつ）で教育を受ける場合、その施設で受けた学習を高等学校の教科の一部の履修とみなすことができる制度である。
但し実務上の運用としては、指定技能教育施設としての一定水準を満たした専修学校の生徒が連携する通信制高校に在学し、当該専修学校で学びつつ連携する高校の卒業を目指している。
指定技能教育施設は、一般には技能連携校（ぎのうれんけいこう）とも呼ばれる。

## 根拠法令
「学校教育法等の一部を改正する法律」（昭和36年法律第166号）により、学校教育法第45条の2として創設された。この法律においては、技能教育のための施設は「文部大臣の指定するもの」と規定されたが、各地域の実体に応じた運用を図るために、「学校教育法の一部を改正する法律」（昭和63年法律第88号）では、「当該施設の所在地の都道府県の教育委員会の指定するもの」に改正された。「学校教育法等の一部を改正する法律」（平成19年法律第96号）により、学校教育法の第45条の2は、第55条に変更された。

## 目的
本制度の目的は、中学校卒業後、もしくは、義務教育課程修了後に、働きながら高等学校教育を受ける者に対して、学習を容易かつ効果的に行わせることにより、学習者としての負担を軽減させることにある。

## 制度の利用
1987年度（昭和62年度）においては、91校の高等学校が325の指定技能教育施設と連携し、約3万6千人の生徒が利用した。1989年度（平成元年度）では、91校の高等学校が315の指定技能教育施設と連携し、約4万2千5百人が利用した。

## 指定技能教育施設
技能教育のための施設については、「学校教育法施行令」（昭和28年政令第340号）第32条-39条、および、「技能教育施設の指定等に関する規則」（昭和37年文部省令第8号）で規定されている。技能教育施設が行う技能教育の内容には、文部科学大臣が定める高等学校の職業に関する教科に相当するものが含まれていることが必要である。